# Torre Le Parc

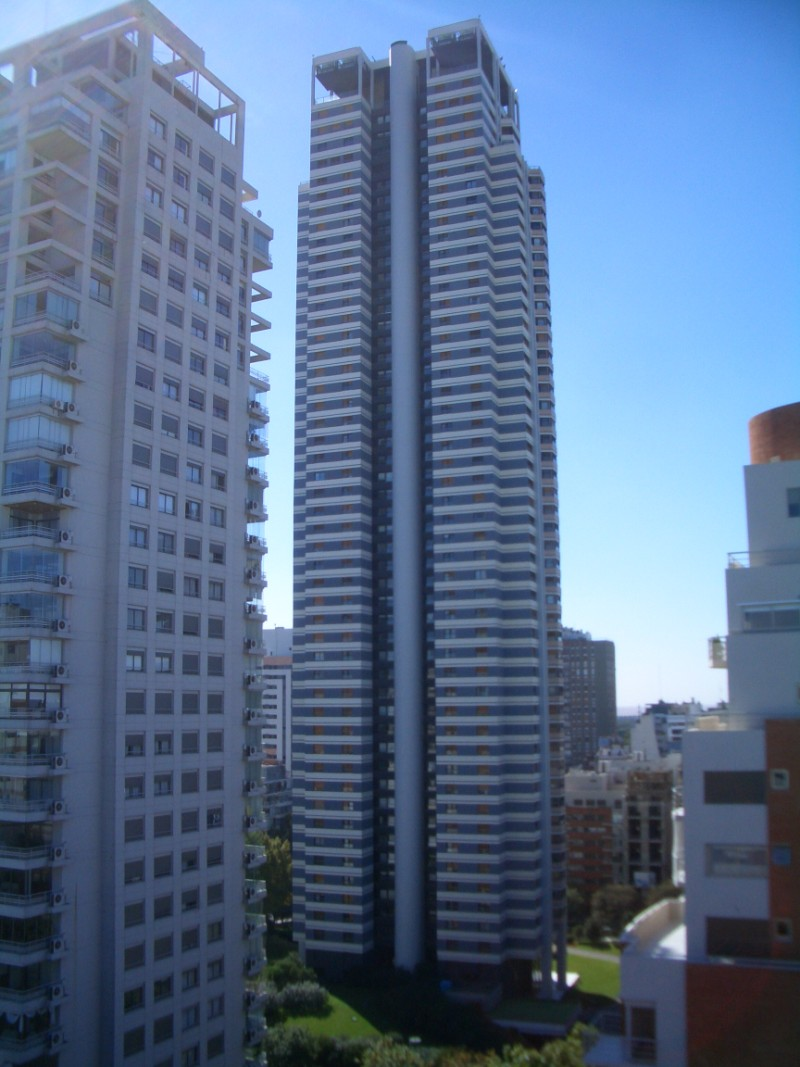
Torre Le Parc

Der Torre Le Parc ist ein Apartment-Hochhaus in der argentinischen Hauptstadt Buenos Aires. Es befindet sich an der Kreuzung Avenida Cerviño und Avenida Fray Justo Santamaria de Oro im Stadtteil Palermo.
Das Gebäude wurde zwischen 1993 und 1995 von Mario Roberto Álvarez gebaut. Es hat 51 Etagen und ist 158 Meter hoch. Nach seiner Fertigstellung war es für acht Jahre das höchste Gebäude des Landes, bis der erste Turm des Torre El Faro 2003 fertiggestellt wurde.